# 靳飛
チン・フェイ（靳飛、Jin Fei、きん ひ、1968年 - ）は、中華人民共和国籍の作家・評論家。

## 経歴
1968年、北京に生まれる。北京広播学院（現・中国伝媒大学）中国文学部卒業。
北京教育報社、中国青年出版社などに勤務。
1986年頃、北京の古本市で芥川龍之介の『支那遊記』の翻訳を手に入れる。本人によると、「大きな感銘を受け」る。
1980年代末、文筆活動を開始。
1994年、東京に移る。
2005年、東京大学北京代表所特任教授。なお、中国国内で大学の代表所が法人登記をしたのは東大が世界初である。
2008年、江蘇省蘇州崑劇院、松竹映画、北京夢花庭園公司の合作による崑劇『牡丹亭』プロデューサー（主演：坂東玉三郎）。
北京市京劇崑典振興協会理事、朝日カルチャーセンター講師、中日戯劇名優万博公演実行委員会委員長などを歴任。
著書に『風月無辺』『桜雪盛世』『北京記憶』『沈煙心事牡丹亭』など。北京作家協会会員。

## 人物・エピソード
妻は日本人。
中国茶の愛好者で、旅行にも茶葉を持って出掛ける。